# Kelheim

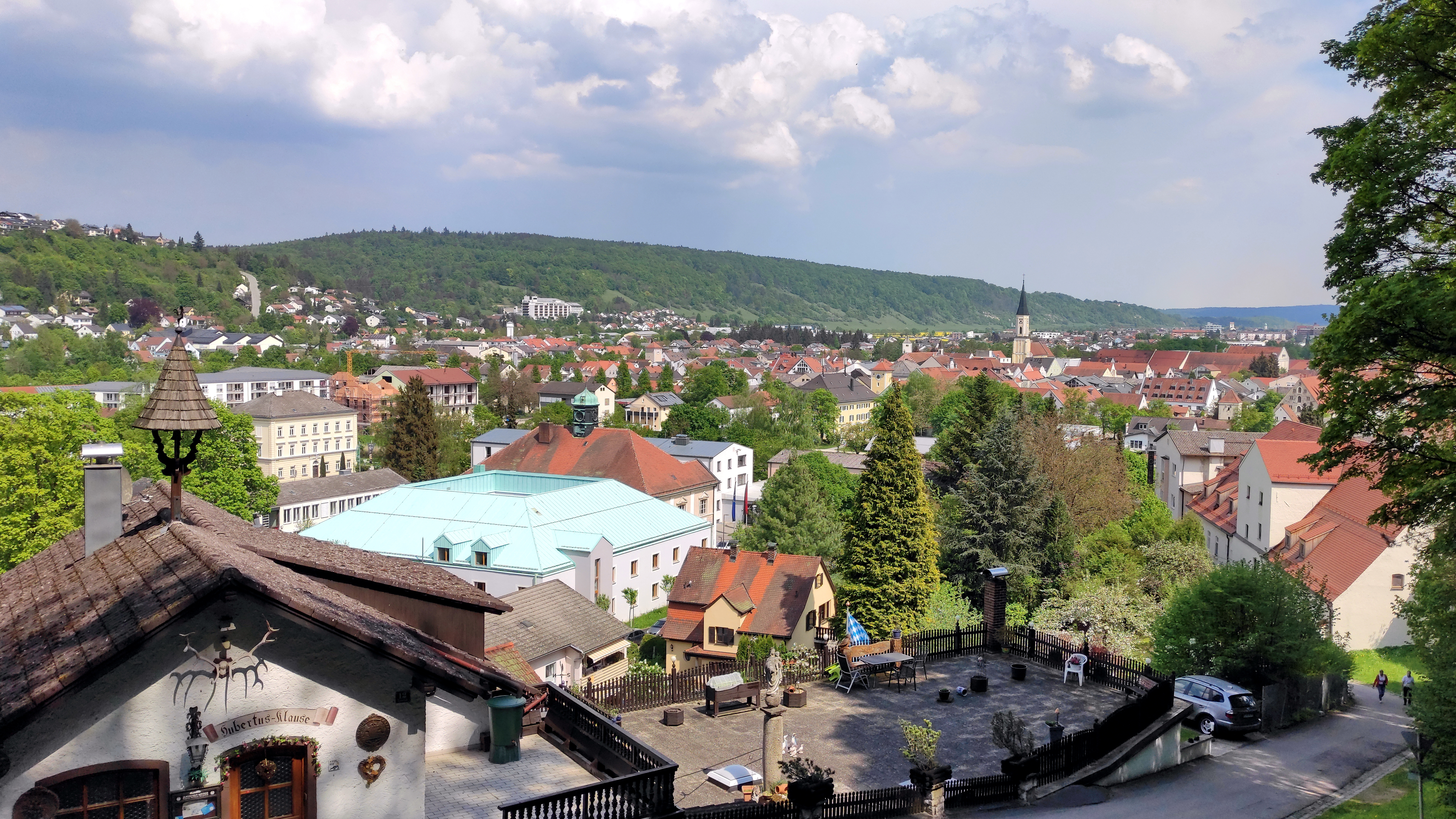
Stadtansicht von Westen

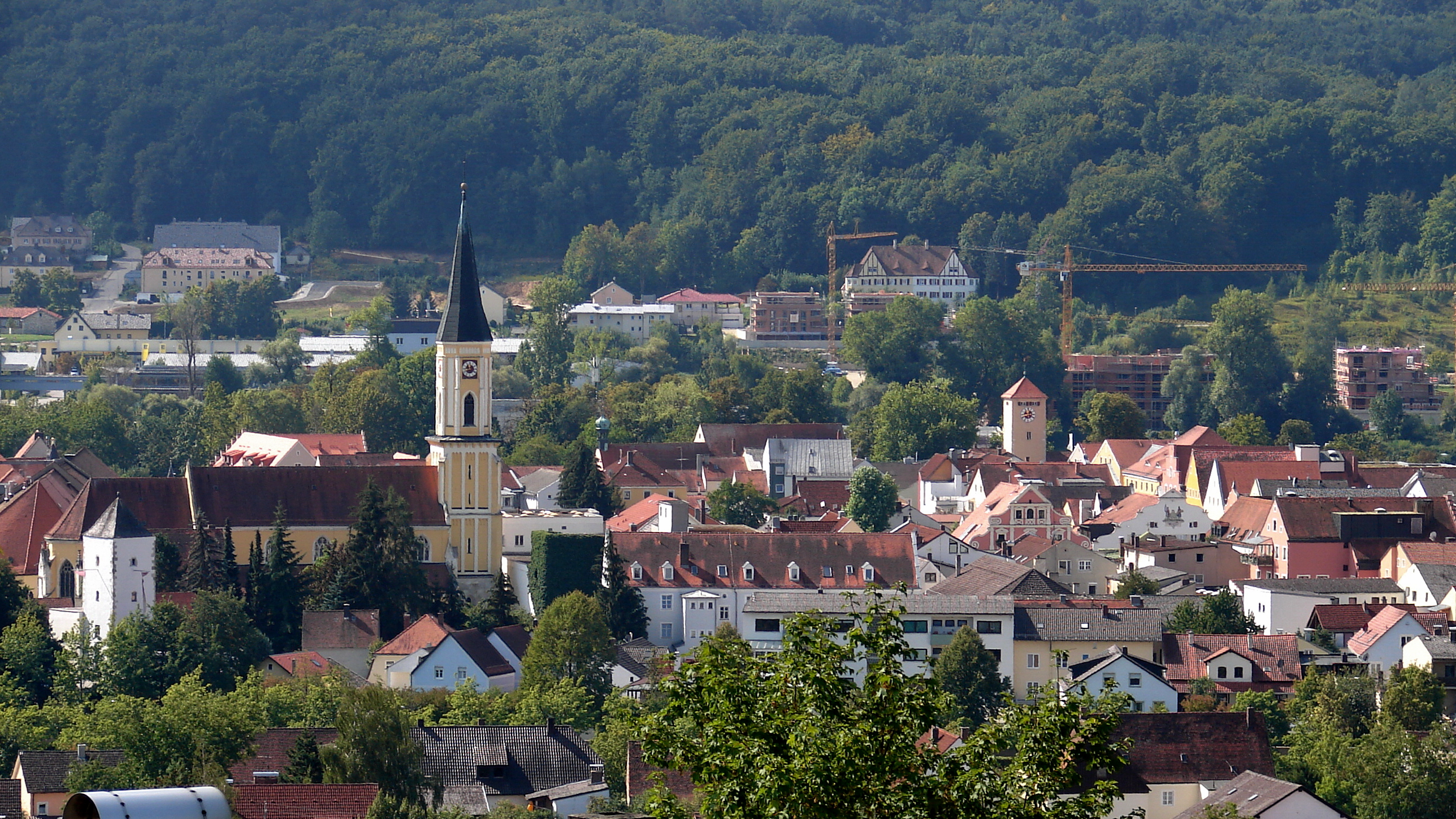
Stadtansicht von Norden

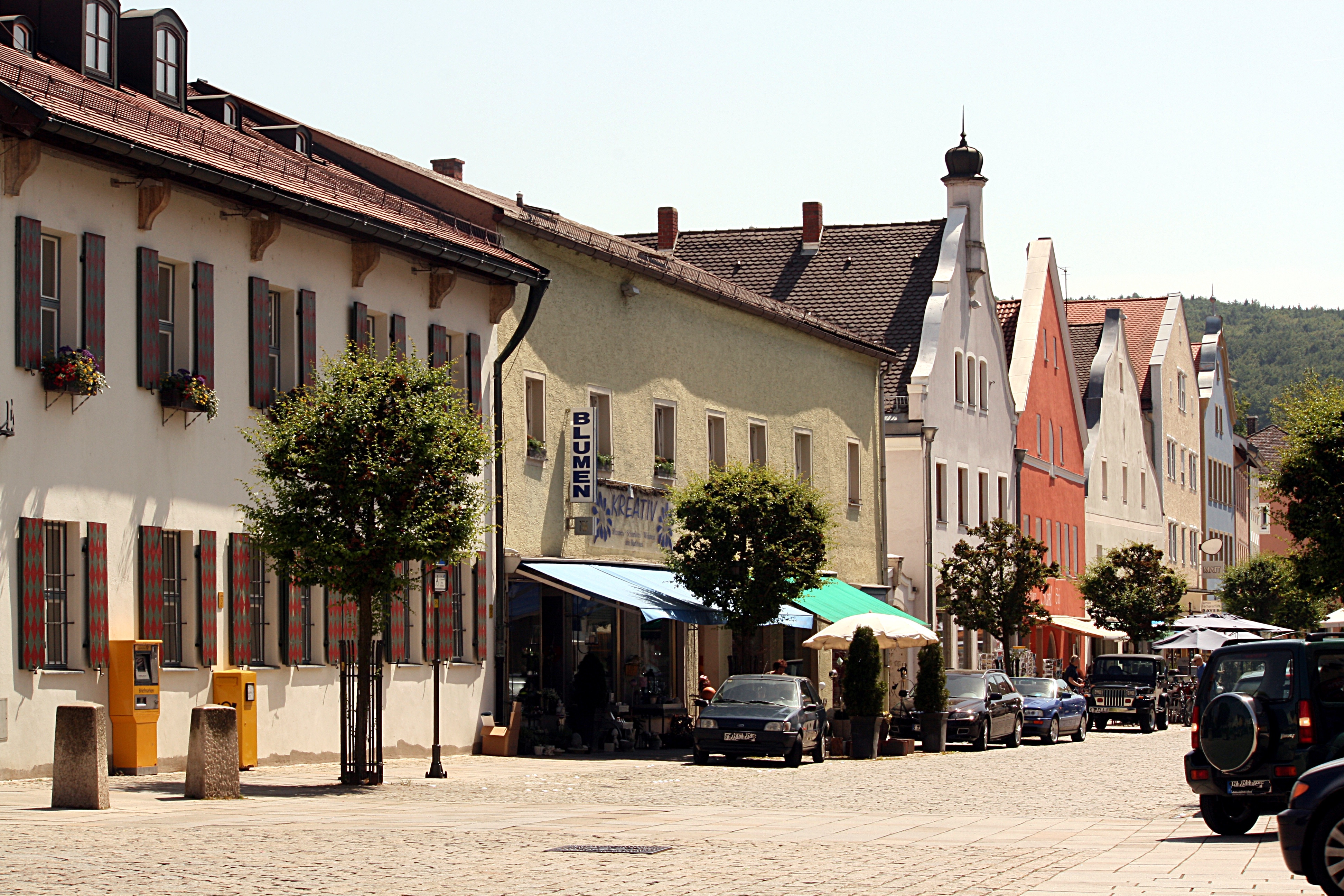
Häuser in der Altstadt

Kelheim ist die Kreisstadt des gleichnamigen Landkreises im Regierungsbezirk Niederbayern und mit rund 17.000 Einwohnern zugleich die bevölkerungsreichste Stadt im Landkreis. Überragt wird Kelheim von der Befreiungshalle, die auf einem Bergsporn zwischen Donau- und Altmühltal liegt.

## Geographie

### Lage
Die Stadt liegt am Ausgang des Donaudurchbruchs unterhalb des Michelsberges an der Mündung der Altmühl in die Donau, demnach kurz hinter der Stelle, an der die Donau die Fränkische Alb durchquert. Die Stadt liegt an Donau und Altmühl bzw. Main-Donau-Kanal zwischen Ingolstadt und Regensburg. Westlich der Stadt liegt mit dem Naturwald Buchenwälder in der südlichen Frankenalb eines der größten Waldschutzgebiete Bayerns.

### Gemeindegliederung
Es gibt 27 Gemeindeteile (in Klammern ist der Ortstyp angegeben):
- Affecking
- Arzberg (Einöde)
- Frauenhäusl (Einöde)
- Goldberg (Weiler)
- Gronsdorf (Dorf)
- Großberghofen (Dorf)
- Gundelshausen (Dorf)
- Herrnsaal (Kirchdorf)
- Hohenpfahl
- Kapfelberg (Pfarrdorf)
- Kelheim (Hauptort)
- Kelheimwinzer (Pfarrdorf)
- Klösterl (Einöde)
- Lindach (Weiler)
- Lohstadt (Dorf)
- Michelsberg (Einöde)
- Nierand (Einöde)
- Rosengarten (Weiler)
- Schlait (Einöde)
- Schlott (Einöde)
- Schultersdorf (Dorf)
- Schwaben (Weiler)
- Staubing (Kirchdorf)
- Stausacker (Kirchdorf)
- Thaldorf (Kirchdorf)
- Unterwendling (Kirchdorf)
- Weltenburg (Pfarrdorf)

Auf dem Gemeindegebiet gibt es 13 Gemarkungen:
- Affecking
- Frauenforst,
nur Gemarkungsteil 1
- Gronsdorf
- Herrnsaal
- Hienheimer Forst,
nur Gemarkungsteil 1
- Kapfelberg
- Kelheim
- Kelheimwinzer
- Lohstadt
- Staubing
- Stausacker
- Thaldorf
- Weltenburg

## Geschichte

### Frühe Geschichte

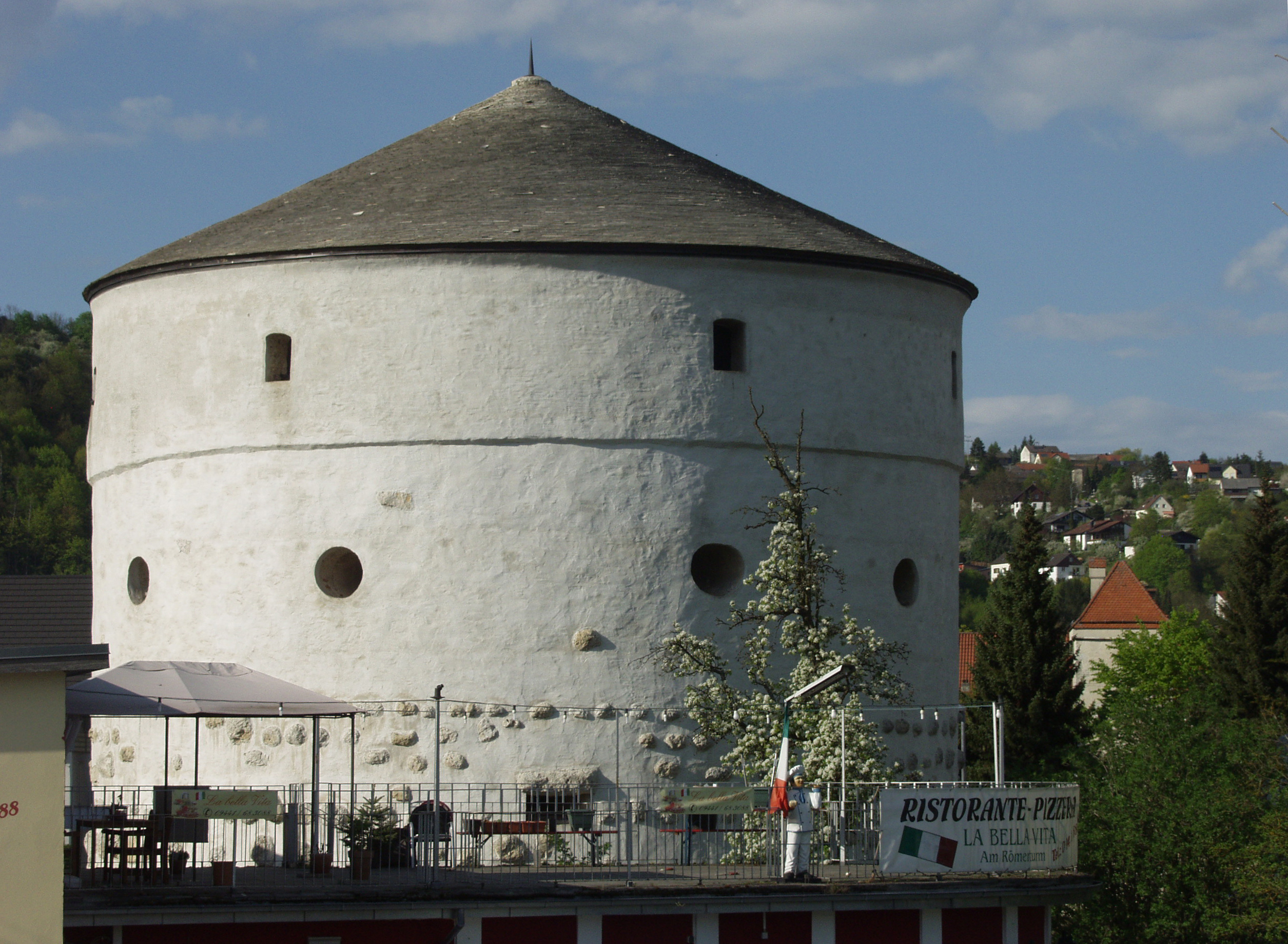
Der Schleiferturm (Römerturm)

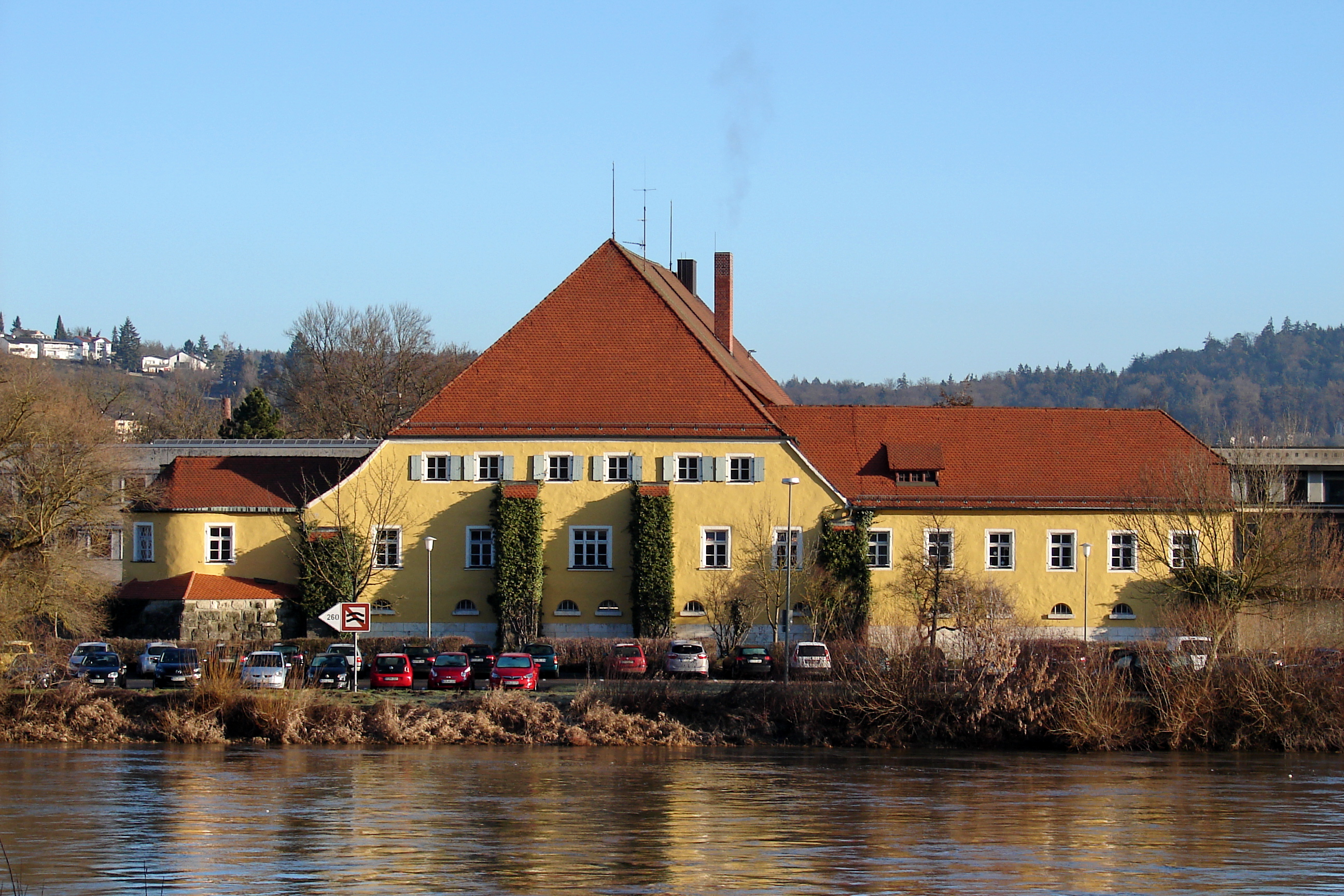
Das Wittelsbacher Schloss

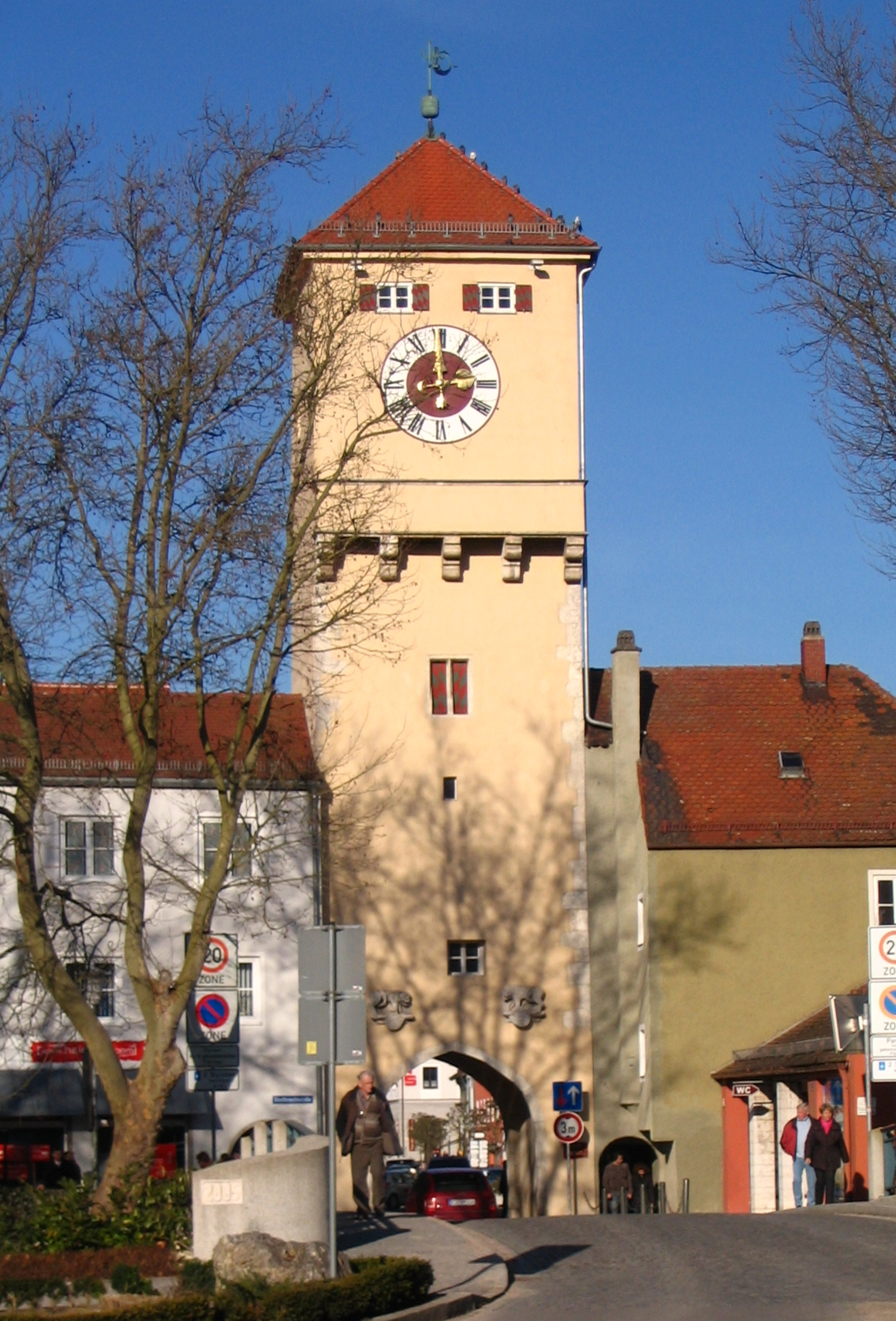
Das Donautor

Durch Ausgrabungen kann eine Besiedelung der Umgebung seit dem Neandertaler nachgewiesen werden. Im Stadtgebiet befinden sich bronzezeitliche Grab- und Siedlungsfunde (etwa 2000 v. Chr.), ein bedeutendes Urnengräberfeld (etwa 800 v. Chr.) und hallstattzeitliche Gräberfelder. Zwischen dem dritten und ersten vorchristlichen Jahrhundert befand sich auf dem Michelsberg ein spätkeltisches Oppidum namens Alkimoennis. Mit einer Fläche von 650 Hektar war es das zweitgrößte im Süden Deutschlands. Ebenso gibt es Funde aus der Römerzeit und Ausgrabungen einer bajuwarischen Siedlung (etwa 600 n. Chr.). Der Krieger von Kelheim ist ein Fund aus der Merowingerzeit.
Die erste urkundliche Erwähnung stammt aus dem Jahr 866. 879 war Kelheim Sitz der Kelsgaugrafen. Im 11. Jahrhundert kam es in den Besitz der Wittelsbacher. Die Stadtrechte wurden Kelheim (Cheleheim) 1181 durch den Bayernherzog Otto I. verliehen. Sein Sohn und Nachfolger, Herzog Ludwig der Kelheimer, machte die Stadt zu einer seiner bevorzugten Residenzen und soll hier auch geboren worden sein. Nach seiner Ermordung auf der Kelheimer Brücke 1231 verlegten die Wittelsbacher die Residenz nach Landshut, wo Ludwig die Burg Trausnitz erbaut hatte. 1476 wurde die alte Burg Kelheim abgebrochen und an ihrer Stelle ein schlichtes Amtsschloss erbaut. Steine der Burg wurden auch für den Neubau des Herzogskastens und des Schleiferturms der äußeren Stadtbefestigung verwendet. Auch nach der Verlegung des Regierungssitzes erfuhr die Stadt an dem wichtigen Donauübergang eine bevorzugte Förderung durch die Wittelsbacher. Sie entwickelte sich zu einem wichtigen Warenumschlagsplatz für Wein, Salz, Fisch, Vieh, Steine und Holz.
Im Dreißigjährigen Krieg wurde die Stadt am 3. November 1633 vom schwedischen Heer des Herzogs Bernhard von Sachsen-Weimar besetzt und zu einer wichtigen Durchgangsstation beim Versuch der Schweden, Regensburg zu erobern. Hier fanden die Schweden nicht nur eine große Menge Proviant vor, hier wurde auch die Teilung des Heeres vollzogen in zwei Teilheere, die dann bei den Kämpfen um Regensburg die Reichsstadt auf beiden Ufern der Donau von Süden und von Norden her erreichen konnten. Das Übersetzen eines Teilheeres und später auch das Übersetzen der Kanonen und des Nachschubs auf das östliche (in Regensburg südliche) Donauufer konnte hier deshalb gut vollzogen werden, weil eine Fähre vorgefunden wurde, mit der man 60 Pferde gleichzeitig übersetzen konnte. Am 26. Juni 1634 wurde die Stadt von bayerischen Truppen wieder zurückerobert.

### 19. bis 21. Jahrhundert
Kelheim verlor im Zuge der Reformen von Graf Montgelas 1803/4 seine magistratischen Eigenrechte. Erst mit dem bayerischen Gemeindeedikt von 1818 kann man wieder von Selbstverwaltungsrechten der Kommune sprechen. In Kelheim befand sich die Einfahrt des 1846 eröffneten Ludwig-Donau-Main-Kanals und der Handelshafen. Ein Werksteinbetrieb leitete 1850 frühzeitig die Industrialisierung der Stadt ein. 1882 folgte die Niederlassung eines Zweigwerkes der späteren Zellstofffabrik Waldhof; 1927 ließ sich hier die Parkettfabrik AG nieder. Im Jahre 1935 siedelte sich die Süddeutsche Chemiefaser AG an und 1938 die Süd-Chemie AG, Werk Kelheim.
Im Jahre 2011 wurde der Fund des Raubsauriers von Kelheim bekannt.

### Eingemeindungen
Am 1. Oktober 1937 wurde die Gemeinde Affecking eingegliedert. Im Jahr 1945 oder 1946 kam Gronsdorf hinzu. Im Zuge der Gebietsreform in Bayern folgte am 1. Januar 1972 Stausacker. Weltenburg kam am 1. Januar 1975, Staubing am 1. Januar 1976 hinzu. Die Reihe der Eingemeindungen wurde mit der Eingliederung der Gemeinden Herrnsaal, Kapfelberg, Lohstadt und Thaldorf am 1. Januar 1978 sowie Kelheimwinzer am 1. Mai 1978 abgeschlossen. Zum 1. Januar 2022 wurde das gemeindefreie Gebiet Hienheimer Forst aufgelöst und alle 126 Grundstücke des gemeindefreien Gebiets mit einer Fläche von insgesamt 2354,0096 Hektar wurden in das Gemeindegebiet der Stadt Kelheim eingegliedert.

### Einwohnerentwicklung
Im Zeitraum 1988 bis 2018 stieg die Einwohnerzahl von 14.676 auf 16.714 um 2.038 Einwohner bzw. um 13,9 %.
Stadt Kelheim nach dem jeweiligen Gebietsstand
| Datum/Jahr                   | Einwohner |
| ---------------------------- | --------- |
| 1880                         | 03.004    |
| 1925                         | 03.954    |
| 1939                         | 06.346    |
| 1950                         | 10.879    |
| Volkszählung am 6. Juni 1961 | 11.935    |
| Volkszählung am 27. Mai 1970 | 12.183    |

Heutiges Gebiet der Stadt Kelheim
| Datum/Jahr                   | Einwohner |
| ---------------------------- | --------- |
| 1961                         | 15.044    |
| 1970                         | 15.419    |
| 1980                         | 14.165    |
| Volkszählung am 25. Mai 1987 | 14.701    |
| 1991                         | 15.383    |
| 1995                         | 15.760    |
| 2001                         | 15.662    |
| 2005                         | 15.667    |
| 2010                         | 15.488    |
| Volkszählung am 9. Mai 2011  | 15.339    |
| 2015                         | 16.270    |
| 2022                         | 17.044    |

## Politik

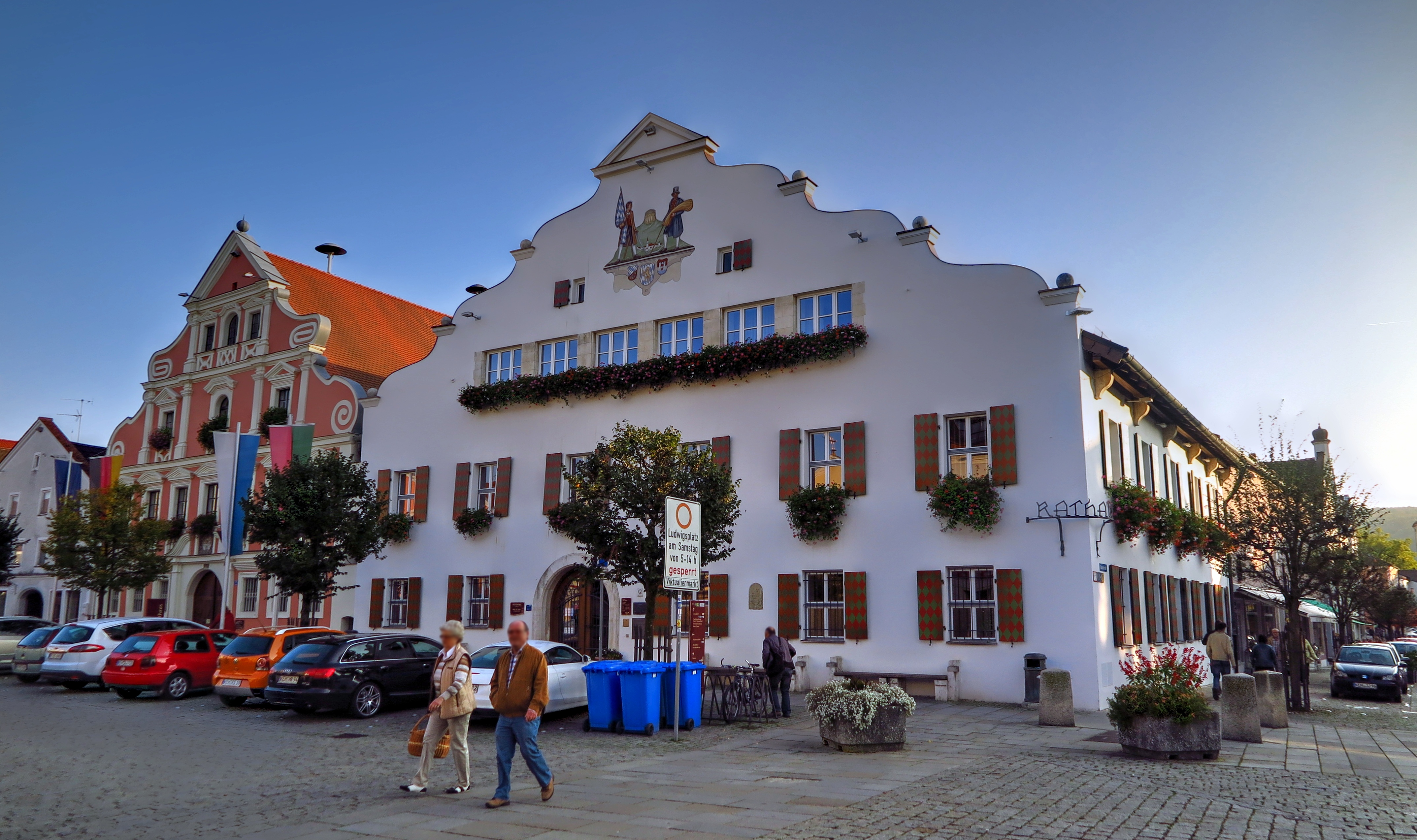
Das Neue (rechts) und das Alte Rathaus (links)

### Bürgermeister
Im Mai 2020 wurde Christian Schweiger (CSU) zum Ersten Bürgermeister gewählt. Dessen Vorgänger war Horst Hartmann (SPD), der die Stichwahl gegen Schweiger verloren hatte.

### Stadtrat
Der Stadtrat umfasst (ohne Ersten Bürgermeister) 24 Mitglieder. Die Kommunalwahl am 15. März 2020 führte zu folgendem Ergebnis:
| Partei / Liste | CSU     | SPD     | Grüne   | FWG    | Stadt-Land-Union (SLU) | Kelheimer Mitte (KM) |
| Sitze          | 6       | 5       | 4       | 6      | 1                      | 3                    |
| Stimmenanteil  | 22,50 % | 21,77 % | 17,89 % | 23,0 % | 3,7 %                  | 11,14 %              |

### Verwaltung
Kelheim ist Sitz der Kreisverwaltung des gleichnamigen Landkreises.

### Wappen
| Wappen der Stadt Kelheim | Blasonierung: „In Rot über blauen und silbernen Wellen eine silberne Burg mit offenem Tor und zwei spitzbedachten Zinnentürmen; zwischen ihnen schwebend ein gelehntes Schildchen mit den bayerischen Rauten.“ |
| Wappen der Stadt Kelheim | Wappengeschichte: Das heute gültige Stadtwappen wurde 1950 durch das Innenministerium verliehen. Es greift zurück auf das Bild im ältesten Siegel aus der Zeit um 1280, das in Abdrucken seit 1292 nachweisbar ist. Die Wellen im Schildfuß stehen für die Donau, die Torburg für den Stadtstatus Kelheims; Kelheim hat wahrscheinlich unter Herzog Ludwig I., dem Kelheimer (1183–1231), Stadtrechte erlangt. Der Rautenschild verweist auf die alte wittelsbachische Ortsherrschaft. Ein anderes Wappenbild, ein schräg geteilter Schild mit Rauten und Weinrebe, ist seit 1377 auf Siegeln nachweisbar und wurde von 1410 bis 1809 als Stadtwappen geführt. Die Rebe steht für den in früheren Zeiten im Donautal wichtigen Weinbau, wurde aber auch als (falsch) redender Bestandteil (Cheltig, Kelter) des Ortsnamens Kelheim gedeutet. Von 1809 bis 1950 führte die Stadt Kelheim das von König Max I. Joseph 1809 als Dank für den Einsatz der Bürgerschaft in der Schlacht von Abensberg verliehene Wappen mit dem Rautenschild, dem ein gekrönter goldener Löwe mit Schwert und Zepter aufgelegt war. Späterer Widerstand gegen diese unhistorische Neuschöpfung blieb erfolglos, erst 1950 erhielt Kelheim wieder ein historisch fundiertes Stadtwappen. Dieses Wappen wird seit 1950 geführt (Neuverleihung). |

### Städtepartnerschaften
- Deutschland: Freundschaftsbund mit Sulzfeld am Main seit 1989
- Frankreich: Städtepartnerschaft mit Ambarès-et-Lagrave seit 1989
- Polen: Freundschaftsbund mit Kuźnia Raciborska (Ratiborhammer) seit 1994
- Italien: Städtepartnerschaft mit Soave seit 2006

## Öffentliche Einrichtungen

### Gerichte
In Kelheim befindet sich ein Amtsgericht. Es gehört zum Landgerichtsbezirk Regensburg und zum OLG-Bezirk Nürnberg.

### Krankenhäuser
Am Goldberg befindet sich das Caritas-Krankenhaus St. Lukas.

### Schulen
- Drei Grundschulen (GS Kelheimwinzer, GS Kelheim-Nord, GS Kelheim-Hohenpfahl)[16]
- Wittelsbacher Mittelschule (früher eine Hauptschule)
- Donau-Gymnasium Kelheim, gegr. 1948 (Naturwissenschaftlich-technologisches und neusprachliches Gymnasium)
- Staatliche Berufsschule
- Staatliche Berufsoberschule
- Staatliche Fachoberschule (Technischer, wirtschaftlicher und sozialer Zweig)
- Bayerische Waldbauernschule der Bayerischen Forstverwaltung in Goldberg, zur Schulung von Waldbesitzern und Forstarbeitern
- Musikschule
- Förderzentrum (ehem. Sonderschule) Thaldorf
- Berufsfachschule für Krankenpflege
- Institut für Aus-, Fort- und Weiterbildung im Gesundheitswesen
- Volkshochschule Kelheim e. V.
- vhs Weiterbildungsakademie Kelheim e. V.

## Ansässige Unternehmen
- Weisses Bräuhaus G. Schneider & Sohn, größter Bierbrauer in Kelheim und überregional bekannt durch die Schneider Weisse
- H. von Gimborn, Herstellung unter anderem von Katzenstreu
- Heidrive GmbH, Entwicklung und Produktion von Elektromotoren und Getrieben
- PASOTEC GmbH, Hersteller und Entwickler kompletter Systemtechnikeinheiten für die Medizintechnik
- Kelheim Fibres GmbH, produziert unter anderem Viskosefasern und ist seit den 1930er Jahren einer der größten Arbeitgeber in Kelheim.
- PCO AG, entwickelt und produziert Highend-Kamerasysteme mit sCMOS, CMOS und CCD-Sensortechnologie für wissenschaftliche und industrielle Anwendungen.
- BLG, das Bremer Logistikunternehmen betreibt in Kelheim eine Niederlassung für Fahrzeuglogistik.
- Donaupark Wirtschafts GmbH
- A. & C. Kosik GmbH

## Ehemalige Unternehmen
Früher wurde in Kelheim auch Zellstoff produziert. Die Bayerische Zellstoff GmbH wurde 1884 gegründet. 1989 begann der Bau einer Zellstoffabrik für 530 Millionen DM. Mit ihrem Organocell-Verfahren galt sie als die umweltfreundlichste Zellstoffabrik der Welt. Mehrere Havarien in der Anlaufphase und ein dramatischer Verfall des Zellstoff-Weltmarktpreises führten 1993 zur Insolvenz. Auf dem ehemaligen Werkgelände befindet sich heute das Gewerbegebiet Donau Park. Vorher mussten rund 66.000 m² verunreinigter Boden ausgehoben werden, da das Gelände erheblich mit Arsen, Blei, Thallium, Zink und PAK belastet war.

## Verkehr

### Schifffahrt
Im Hafen Kelheim wurden 2012 wasserseitig 542.000 Tonnen und bahnseitig 103.000 Tonnen Güter umgeschlagen. In Kelheim mündet die Altmühl und damit der Main-Donau-Kanal in die Donau, von Kelheim abwärts ist die Donau Bundeswasserstraße. Beide Gewässer werden kurz vor ihrem Zusammenfluss von der Europabrücke überspannt.
Fahrten der Personenschifffahrt werden durch den Donaudurchbruch nach Weltenburg sowie auf dem Main-Donau-Kanal nach Riedenburg und Dietfurt angeboten.
Der ehemalige Ludwigskanal, der über Neumarkt in der Oberpfalz und Nürnberg nach Bamberg führte und damit ebenfalls Main und Donau verband, wurde 1950 aufgegeben.

### Straße
An den überregionalen Straßenverkehr ist Kelheim durch die B 16 (Roding–Füssen) und die Autobahn A 93 (Autobahndreieck Hochfranken (A 72) – Autobahndreieck Holledau (A 9) ) angebunden.
Durch Kelheim führt auch die „Straße der Kaiser und Könige“. Diese verläuft von Frankfurt am Main bis Budapest.

### Radfernwege
Durch das Stadtgebiet führen mehrere Radwanderwege:
- Der Deutsche Limes-Radweg folgt dem Obergermanisch-Raetischen Limes über 818 km von Bad Hönningen am Rhein nach Regensburg an der Donau.
- Der internationale Donauradweg führt vom Ursprung der Donau in Donaueschingen bis zu dessen Mündung ins Schwarze Meer. Er ist ca. 2845 km lang und berührt dabei die Länder Deutschland, Österreich, Slowakei, Ungarn, Kroatien, Serbien, Bulgarien und Rumänien.
- Der bekannte Altmühltalradweg. Beginnend in Rothenburg ob der Tauber führt dieser Radfernweg entlang der Altmühl ca. 250 km nach Kelheim.

### Bahn und Bus
Der öffentliche Personennahverkehr wird durch die Buslinien der Verkehrsgemeinschaft Landkreis Kelheim  bedient. Diese binden auch den Bahnhof Saal an, wo stündlich Anschlüsse zur Donautalbahn mit den Fernverkehrsknoten Regensburg und Ingolstadt bestehen.
Seit der Schienenpersonenverkehr auf der 5,5 Kilometer langen Bahnstrecke Saal–Kelheim im Jahre 1988 eingestellt wurde, ist Kelheim neben Tirschenreuth eine der beiden bayerischen Kreisstädte ohne Bahnanschluss. Die Donautalbahn umgeht Kelheim östlich, weil eine Führung über Kelheim den Bau eines Tunnels erfordert hätte.
Im Sommer verbindet das Straßen-Touristenbähnchen Kelheimer Ludwigsbahn den Schiffsanleger über die Altstadt mit der Befreiungshalle.
Seit Juli 2020 bietet der Landkreis Kelheim im Stadtgebiet Kelheim (einschließlich Kelheimwinzer) und dem Bahnhof in Saal a.d. Donau den On-Demand-Verkehr Kexi an.

## Kultur und Sehenswürdigkeiten

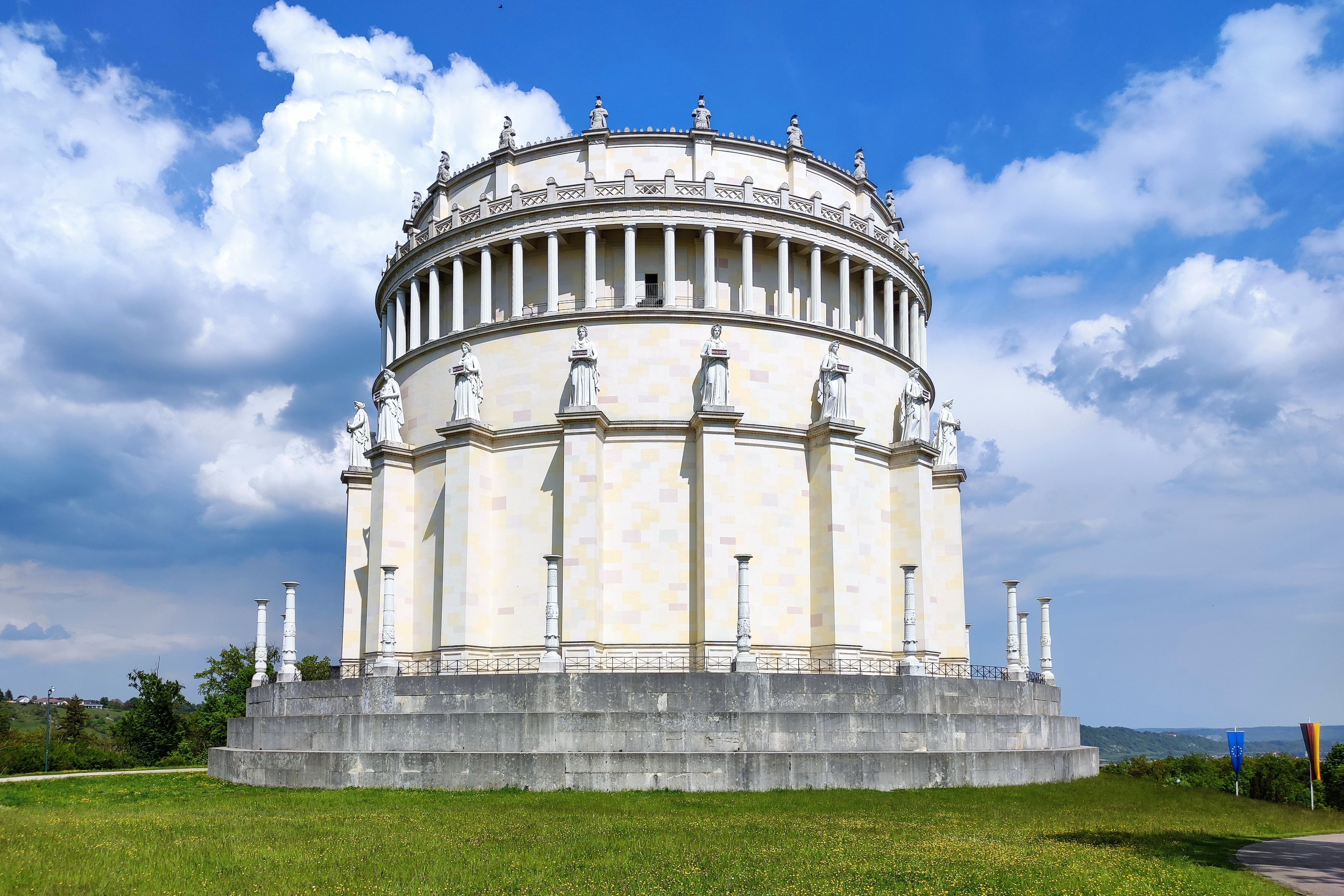
Befreiungshalle Kelheim

- Befreiungshalle auf dem Michelsberg (erbaut von Leo von Klenze)
- Donaudurchbruch mit Kloster Weltenburg, Wipfelsfurt und Klösterl
- Historische Altstadt mit Teilen der Stadtbefestigung aus dem 13. und 14. Jahrhundert (Donautor, Mittertor, Altmühltor), Herzogskasten, Stadtapotheke mit Erker und hebräischem Grabstein von 1249, Ludwigsplatz mit Altem Rathaus (ehemalige Stadtschreiberei, erbaut 1598) sowie Neuem Rathaus (1912 umgestalteter Renaissancebau, mit geschweiftem Giebel)
- Das Wittelsbacher Amtsschloss (Schlossweg 3) wurde anstelle der 1476 abgebrochenen Kelheimer Burg errichtet, die 1150 erstmals erwähnt wurde. Der bis heute erhaltene schlichte Verwaltungsbau war seit 1938 Sitz des Landratsamtes. Von dem 1809 teilweise abgebrochenen Bergfried der Burg sind im Inneren des Gebäudes noch die Quadersteine des Stumpfes erkennbar, ebenso wie außen ein Mauerrest aus staufischen Bossenquadern. Steine der Burg wurden auch für den Neubau des Herzogskastens (Lederergasse 11) und des Schleiferturms verwendet.
- Schleiferturm (1474–1486), Stadtknechtstraße 5, fälschlich auch Römerturm genannt, da beim Bau Quader verwendet wurden, die antiken Steinen ähneln, jedoch aus dem Bergfried der geschleiften Burg der Wittelsbacher stammen; seit 1931 Ehrenmal für die Gefallenen des Ersten Weltkrieges.

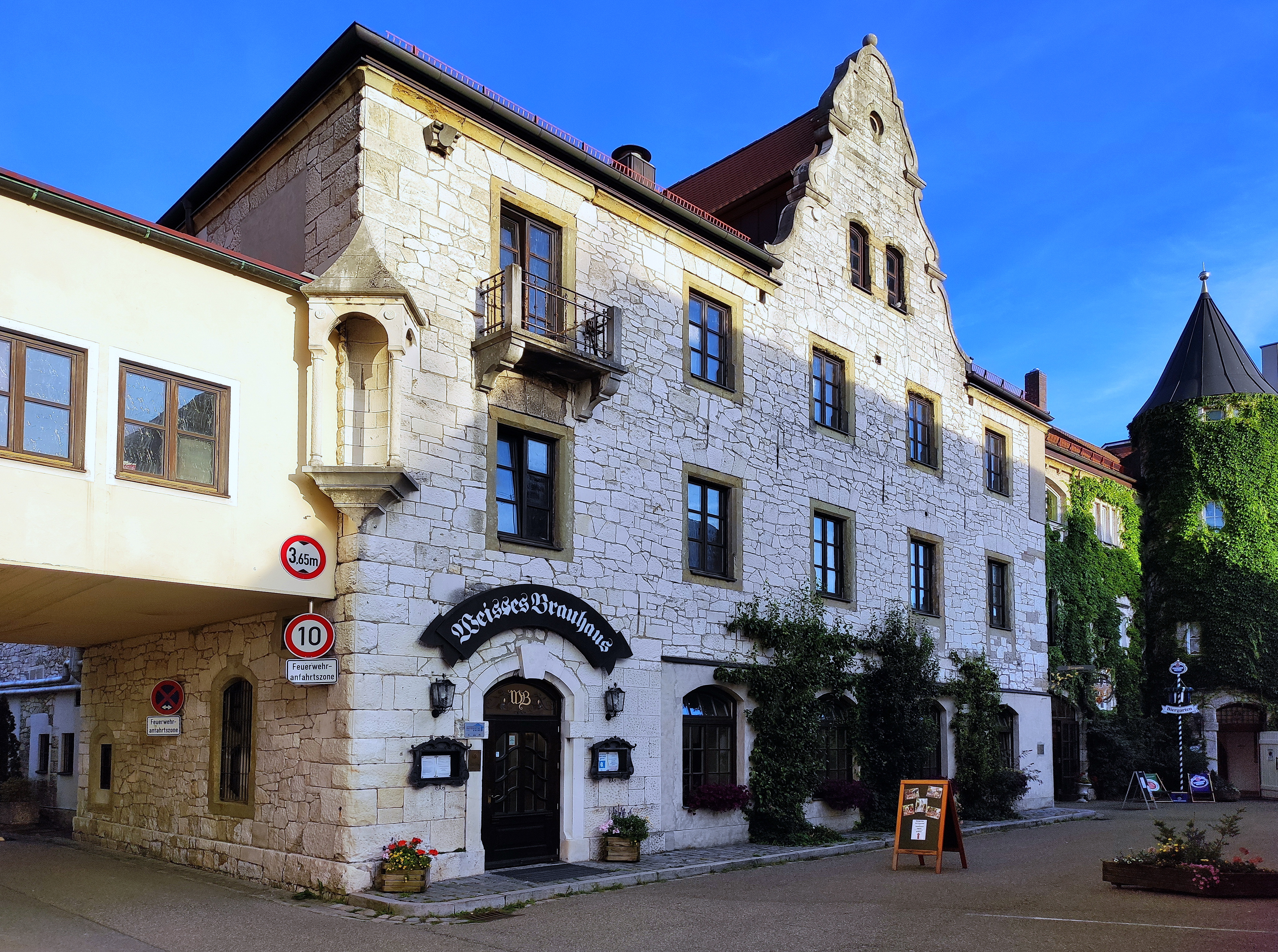
Weisses Brauhaus

- Weisses Brauhaus, gegründet 1607, die älteste noch existierende Weißbierbrauerei Bayerns; davor ein Denkmal für König Ludwig I.
- Alter Kanalhafen (Teil des historischen Ludwig-Donau-Main-Kanals), 1846 in Betrieb genommen, mit Schleuse, Hafenbecken mit Kran, Lagerhalle und Schleusenhaus.
- Ottokapelle, errichtet im 13. Jahrhundert von Otto dem Erlauchten zu Ehren seines 1231 ermordeten Vaters Ludwig des Kelheimers; um 1600 als Spitalskirche verändert. Ein romanisches Portal aus dem ursprünglichen Bau ist noch vorhanden.

### Gotteshäuser
Katholisch

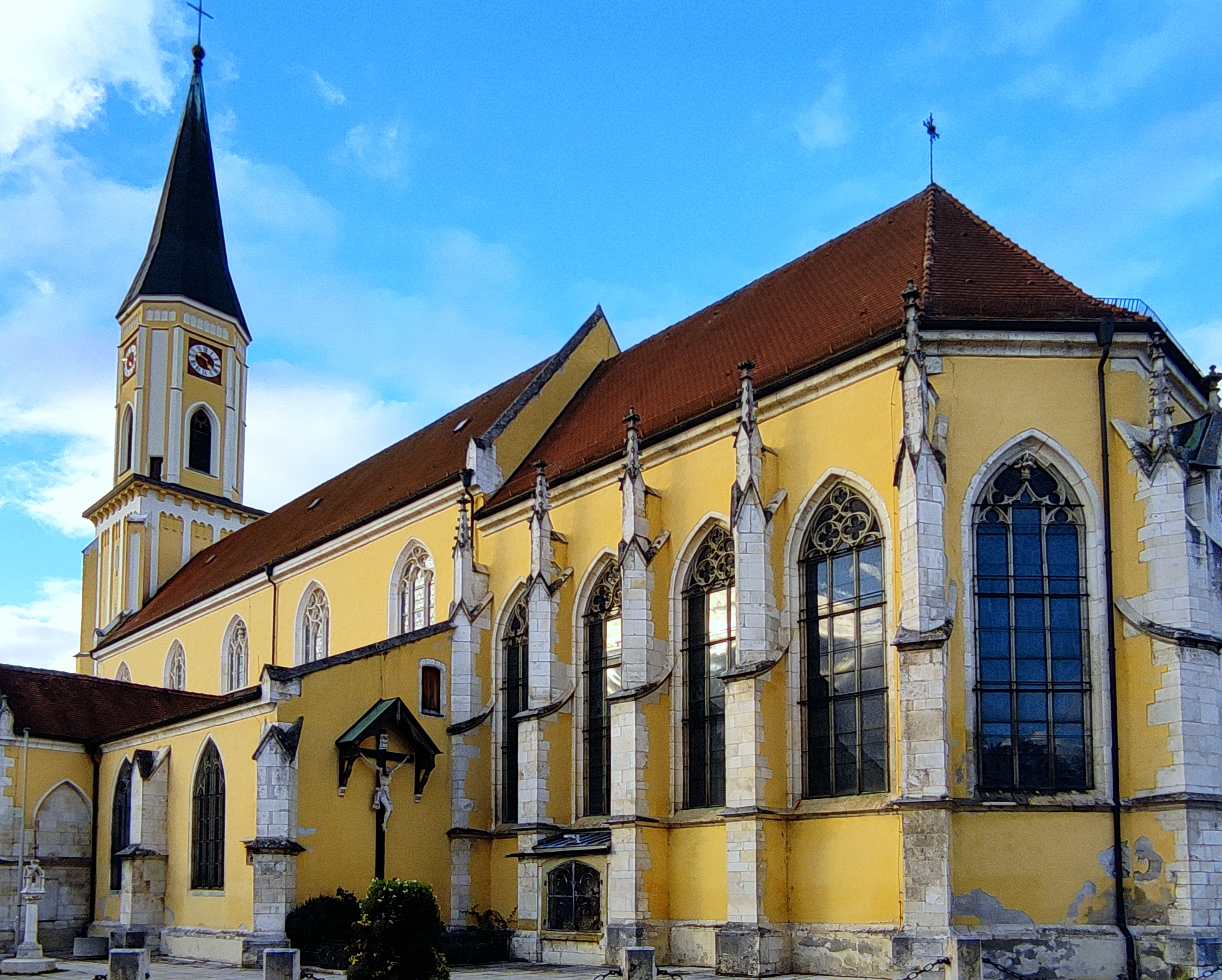
Stadtpfarrkirche Mariä Himmelfahrt

- Gotische Kirche Mariä Himmelfahrt (Innenstadt) mit zwei spätgotischen Tafelbildern im Presbyterium (Christi Geburt und Marientod, Ende 15. Jh.), Pietà am linken Seitenaltar (ebenfalls um 1500) und Hochaltar aus Kelheimer Marmor (19. Jh.). Das Langhaus wurde um 1420 und der Chor etwa 40 Jahre später errichtet. Der Turm entstand in seiner heutigen Form 1862, das Langhaus erfuhr 1885 eine Verlängerung nach Westen.

- Hl. Kreuz (Affecking)
- St. Pius (Bauernsiedlung)
- St. Jakobus (Kelheimwinzer)
- St. Maria Immakulata (Kapfelberg)

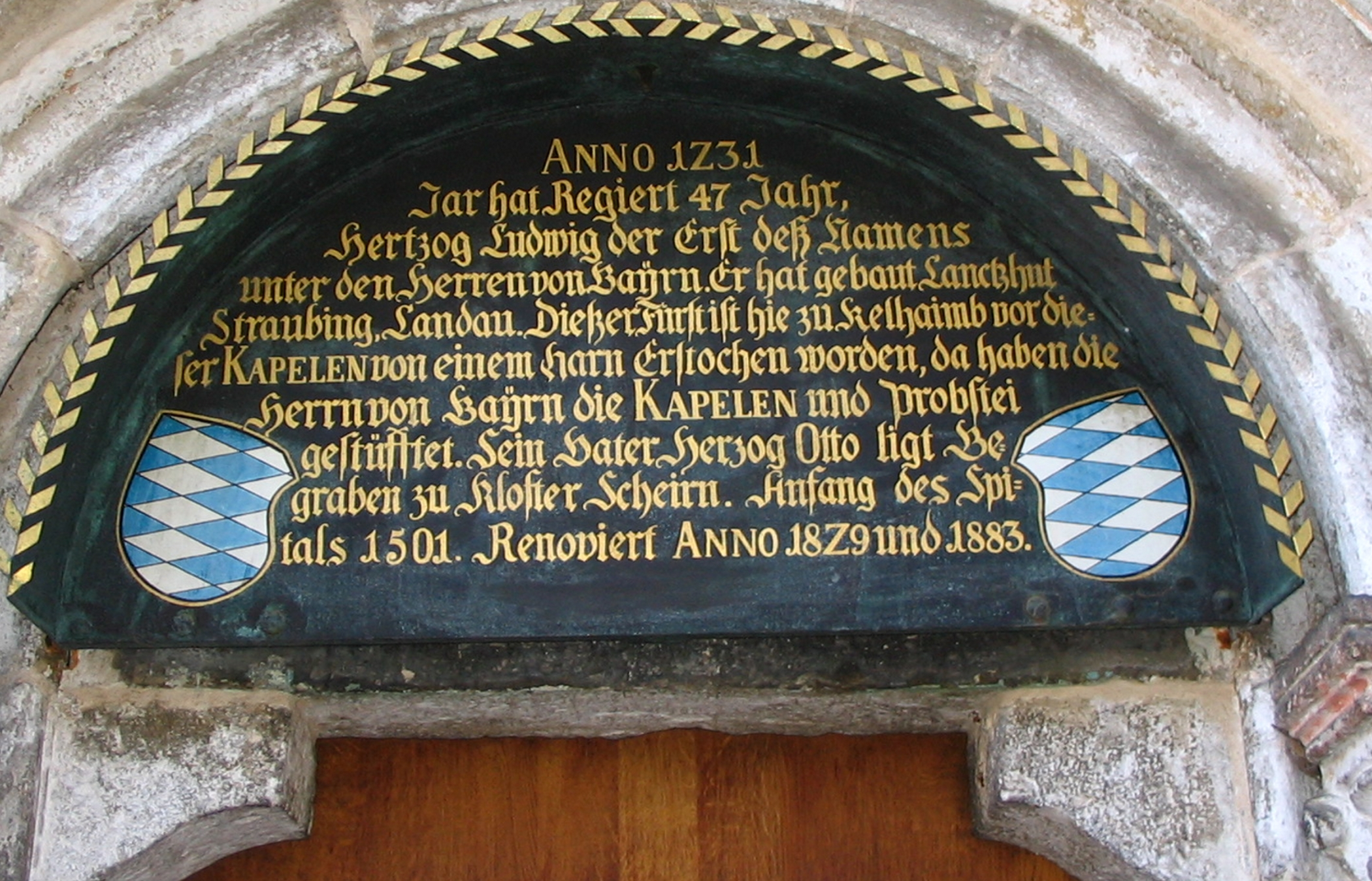
Tympanon Ottokapelle

- Klosterkirche St. Georg (Weltenburg)

Evangelisch
- Matthäuskirche (Innenstadt), errichtet 1888
- Markuskirche (Affecking), errichtet 1961 (Architekt: Olaf Andreas Gulbransson)
- Lukaskirche (Bauernsiedlung), errichtet 1962 (Architekt: Olaf A. Gulbransson), entwidmet[26] 2016

Islamisch
- Moschee in Kelheim (DİTİB Türkisch Islamische Gemeinde zu Kelheim e. V.), gegründet 1985

### Museen
- Archäologisches Museum Kelheim im Herzogskasten
Seit 1981 befindet sich das bereits im Jahre 1908 gegründete Museum im spätgotischen Herzogskasten am Rande der Kelheimer Altstadt. Die rege archäologische Tätigkeit des Historischen Vereins, der große Fundanfall bei den Ausgrabungen im Bereich des Main-Donau-Kanals sowie Schenkungen prähistorischer Sammlungen begründeten den Schwerpunkt des Museums, der in der Namensgebung zum Ausdruck kommt. Für die lebendige Darstellung der Vergangenheit zeichnete der Europarat 1983 das Museum mit dem Europäischen Museums-Sonderpreis aus.
- Orgelmuseum in der ehemaligen Franziskaner-Klosterkirche
Der gemeinnützige Förderverein Orgelmuseum Franziskanerkirche Kelheim e. V. hat als Träger des Museums bisher die Denkmal-Orgeln aus Bruck i.d.OPf. und Geiselhöring (pneumatische Instrumente) sowie Allersdorf und Köfering (mechanische Werke) spielbar wiederaufstellen lassen. Die Instrumente sind aufeinander abgestimmt, um Konzerte im Zusammenspiel mit mehreren Orgeln durchführen zu können. Weitere historische Orgeln sollen folgen. Drei Orgelmodelle (Schleifladenorgel, Klangfarben einer Orgel und eine kombinierte Taschen- und Kegellade) im Obergeschoss des Kreuzgangs bilden derzeit das Herzstück der Sammlung.

## Sport
Von 1924 bis 1981 wurden bei Kelheim die überregional bekannten Ratisbona-Bergrennen ausgetragen, meist auf der Straße nach Ihrlerstein.
Seit dem Jahr 1997 findet jährlich ein 24-Stunden-Rennen in Kelheim statt, welches als ältestes 24-Stunden-Radrennen auf der Straße gilt.
Jährlich nehmen über Tausend Radsportler aus ganz Europa daran teil. Dabei führt die 17,2 Kilometer lange Rundstrecke die Sportler über die Befreiungshalle nach Essing und wieder zurück in die Kelheimer Innenstadt.
Größter Sportverein im Ort ist der ATSV 1871 Kelheim e. V., der im Jahr 1969 aus dem Zusammenschluss von ASV und TSV Kelheim hervorgegangen war. Neben Fußball (Saison 2018/19: Bezirksliga) gehören auch Ringen (Saison 2018/19: Oberliga Nord), Turnen, Handball, Tischtennis und Schwimmen zum Portfolio.

## Persönlichkeiten

### Ehrenbürger
- Rudolf Faltermeier (1926–2012), Politiker (SPD)
- Georg V. Schneider (1928–2023), Unternehmer G. Schneider & Sohn[29]

Unter der Vorherrschaft der NSDAP erhielt auch Adolf Hitler als Reichskanzler das Ehrenbürgerrecht. Es wurde 2008 aberkannt.

### In Kelheim geboren
- Otto I. (um 1117–1183), Herzog von Bayern
- Sophia von Wittelsbach (1170–1238), Landgräfin von Thüringen
- Ludwig der Kelheimer (1173–1231), Herzog von Bayern
- Otto II. (1206–1253), Herzog von Bayern
- Albrecht II. (1368–1397), Statthalter im niederbayrischen Teil des Herzogtums Bayern
- Anthis von Leiningen (1422–1475), Graf von Leiningen
- Leonhard von Eck (1480–1550), Jurist, Herzoglicher Rat
- Albert Hunger (1545–1604), Theologe und Professor in Ingolstadt
- Philipp Planck (um 1660–1720), Barockbaumeister
- Matthias Kraus (1671–1706), einer der Anführer beim Volksaufstand gegen die österreichische Besatzung 1705
- Benno Grueber (1759–1796), Benediktinerpater und Musikdirektor des Klosters Weltenburg
- Mathias Mack (1801–1882), Apotheker in Kelheim und Bad Reichenhall, Bürgermeister und Erfinder des Latschenkiefernöls
- Kajetan Georg von Kaiser (1803–1971), Chemiker
- Robert Ritter von Welz (1814–1878), Mediziner und Hochschullehrer
- Joseph Georg Egger (1824–1913), Geologe, Mikropaläontologe und Arzt
- Ludwig von Langenmantel (1854–1922), Kunstmaler
- Joseph Weigert (1870–1946), Schriftsteller
- Franz Frankl (1881–1940), Landschaftsmaler
- Andreas Weissmüller (1882–1950), Ministerialdirigent der Kriegsmarine
- Theodor Grau (1886–1957), deutscher Franziskaner, Dirigent und Komponist
- Alois Lindner (1887–1943), Mitglied des Revolutionsrates 1919
- Marzell Oberneder (1891–1985), Heimatschriftsteller
- Josef Listl (1893–1970), Jurist und Politiker (NSDAP/CSU), ehemaliger Oberbürgermeister Ingolstadts.
- Hans Wutzlhofer (1893–1969), Politiker (CSU)
- Anton von Braunmühl (1901–1957), Psychiater
- Albin Lang (1901–1984), Kommunalpolitiker
- Wilhelm Harster (1904–1991), Befehlshaber der Sicherheitspolizei und des SD (BdS) in den Niederlanden und in Italien
- Eleonore Kastner (1910–2015), Friseurin, die in hohem Alter durch weltweite Aktivitäten bekannt wurde
- Rudolf Faltermeier (1926–2012), Politiker (SPD)
- Marianne Würdinger (* 1934), Politikerin (CSU)
- Jörg Weigand (* 1940), Journalist und Buchautor
- Anton Mertl (* 1946), Jurist
- Wolfgang A. Herrmann (* 1948), Chemiker, Präsident der TU München (1995–2019)
- Heiner Riepl (* 1948), Maler und Grafiker, langjähriger Leiter des Künstlerhauses Oberpfalz
- Roland Muhr (1948–2015), Organist
- Hubert Faltermeier (* 1949 im Ortsteil Weltenburg), Politiker
- Wolfgang Weißmüller (1950–2005), Prähistoriker
- Regine Mathias (* 1950), Japanologin
- Klaus Jäger (* 1950), Ruderer
- Angeline Bauer (* 1952), Sachbuch- und Romanautorin
- Agnes Habereder (* 1954), Sopranistin
- Wolfgang Proske (* 1954), Sozialwissenschaftler
- Fritz Fischer (* 1956), ehemaliger Biathlet
- Georg Fischer (* 1960), Biathlet
- Roland Batz (* 1963), Generalvikar
- Matthias Hanke (* 1965), Kirchenmusiker
- Christian Schoppik (* 1965), Ministerialbeamter
- Peter Beer (* 1966), Priester und Theologe
- Eva Sixt (* 1967), Schauspielerin, Sängerin, Sprecherin und Autorin
- Siegfried Ferstl (* 1967), Triathlet
- Astrid Rank (* 1969), Hochschullehrerin
- Markus Fischer (* 1969), Biathlet
- Florian Herrmann (* 1971), Rechtsanwalt, Abgeordneter des Bayerischen Landtags (CSU), Staatsminister und Leiter der Bayerischen Staatskanzlei
- Stephan Ebn (* 1978), Schlagzeuger und Musikproduzent
- Thomas Paulus (* 1982), Fußballspieler
- Onur Abaci (* 1982), Opern- und Konzertsänger
- Philipp Heerwagen (* 1983), Fußballtorwart
- Andreas Schäffer (* 1984), Fußballspieler
- Daniel Brodmeier (* 1987), Sportschütze
- Dominik Schmid (* 1989), Fußballspieler
- Tim Pollmann (* 1990), Fußballspieler
- Mehmet Sin (* 1993), Fußballspieler
- Lorena Brandl (* 1997), Taekwondoin

### Mit Kelheim verbunden
- Franz Karl Ludwig Wilhelm von Hacke, kurpfälzischer Gesandter in Wien, ertrank am 4. September 1757 bei einem Schiffsunglück in Kelheim
- Georg Rieger (1858–1932), Lehrer, Heimatpfleger und Kelheimer Stadtchronist
- Eduard Staudt (1895–1976), Politiker, Bürgermeister von Kelheim
- Walter Tanau (1911–1971), Maler, Graphiker und Bildhauer, lebte ab 1945 in Kelheim und verstarb hier
- Martha Merz (1916–2012), Bayerns erste Standesbeamtin, lebte bis zu ihrem Tod  in Kelheim
- Friedrich L. Bauer (1924–2015), Pionier der Informatik, wuchs in Thalheim auf
- Rudibert Ettelt (1931–2005), Stadtchronist
- Rudolf Faltermeier (* 1948), Rechtsanwalt, Honorarprofessor der TU München, Vizepräsident des Bayerischen Sparkassenverbands, aufgewachsen in Kelheim
- Clemens Prokop (* 1957), Jurist, Präsident des Deutschen Leichtathletik-Verbandes, 2004–2011 Direktor des Amtsgerichts Kelheim
- Michael Birnthaler (* 1963), (Erlebnis-)Pädagoge und Fachbuchautor.